# Jelena Wiktorowna Saparina

Covermontage des Buches Cybernetics within us von Jelena Saparina (2017)

Jelena Wiktorowna Saparina (russisch Елена Викторовна Сапарина; auch Elena Viktorovna Saparina; * 1931) ist eine russische Schriftstellerin, Journalistin und Autorin populärwissenschaftlicher Werke. 

## Werdegang
Im Jahr 1954 absolvierte sie die Fakultät für Journalistik an der Universität Moskau. Sie war Herausgeberin der Zeitschrift „Znanie-Sila“ (Wissen ist Macht). 1972 veröffentlichte sie „Kibernetika v našem telesu“ (Die Kybernetik in uns) – ein Buch, das von künstlicher Intelligenz und Heuristiken, Biologie, Psychologie, Kybernetik und Bionik handelt. Es war in den 1970er Jahren populär, weil Saparina komplexe Probleme einfach erklären konnte.

## Bibliographie
- 1961: Der Bauer des Himmels
- 1965: Das Mensch, das kybernetische Tier
- 1963: Tortila lernt denken
- 1964: Warum schweigt die Qualle?
- 1967: "Aha!" und seine Geheimnisse
- 1974: Wenn die Tiere reden
- 1983: Das letzte Geheimnis des Lebens: Pavlov
- 1984: Wenn die Tiere in die Schule gehen

| Personendaten    | Personendaten                                                                        |
| ---------------- | ------------------------------------------------------------------------------------ |
| NAME             | Saparina, Jelena Wiktorowna                                                          |
| ALTERNATIVNAMEN  | Сапарина, Елена Викторовна (russisch)                                                |
| KURZBESCHREIBUNG | russische Schriftstellerin, Journalistin und Autorin populärwissenschaftlicher Werke |
| GEBURTSDATUM     | 1931                                                                                 |